# Peter Iwers
Peter Iwers (født 15. maj 1975 Stockholm Sverige) er bassist for det svenske band In Flames. Han har spillet i In Flames siden deres album Colony 1999, hvor han erstattede Johan Larsson.
Han har to døtre og en eks-kone.

## Sideprojekter
Før Peter Iwers sluttede sig til In Flames spillede han i et band ved navn Chameleon. Sammen med bandmate Jesper Strömblad er han DJ i Sverige. De går under navnet DJ Sellout & DJ Kaos.

## Udstyr
Peter Iwers bruger udstyr fra ESP, Ibanez, Washburn, Peavey, Spector, og Ampeg.